# The Healing of Harms
The Healing of Harms è il secondo album discografico in studio (il primo pubblicato in maniera non indipendente) del gruppo christian rock statunitense Fireflight, pubblicato nel 2006.

## Tracce
1. Serenity – 3:31
2. Waiting – 2:55
3. You Decide (feat. Josh Brown dei Day of Fire) – 3:11
4. It's You – 3:13
5. Star of the Show – 3:02
6. Liar (feat. David Paul Pelsue dei Kids in the Way) – 3:36
7. Myself – 3:01
8. Something New – 3:29
9. Attitude – 3:30
10. More Than a Love Song – 3:07
11. Action – 3:08

## Formazione
- Dawn Richardson - voce
- Justin Cox - chitarra
- Glenn Drennen - chitarra
- Wendy Drennen - basso
- Phee Shorb - batteria